# 弗兰妮与祖伊
《弗兰妮与祖伊》（英語：Franny and Zooey）是美国作家J.D.塞林格创作的小说集，其中包含一部短篇小说《弗兰妮》和一部中篇小说《祖伊》。 两篇小说曾分别在1955和1957年发表于《纽约客》杂志。小说主角是常出现于塞林格小说中的格拉斯家族的一对姐弟。
《弗兰妮》讲述了弗兰妮·格拉斯的故事，她是祖伊·格拉斯的妹妹，在一所文理学院（可能是维斯理学院）读本科。故事发生在某个大学城，周末时弗兰妮与男友赖恩在餐馆会面。弗兰妮对周围环绕的自私与虚伪感到恶心，寄希望透过精神手段逃离。
《祖伊》的情节设定在《弗兰妮》故事发生后不久，地点在纽约上东城的一间公寓。祖伊的职业是演员，她的妹妹弗兰妮在公寓的客厅精神崩溃，母亲贝茜·格拉斯十分忧虑。祖伊设法帮助妹妹脱离困境，他为弗兰妮提供作为兄长的爱、理解和建议。

## 情节

### 《弗兰妮》
这部短篇叙述了弗兰妮与男友赖恩·康特尔在餐馆的会面。赖恩带弗兰妮来到一个高级餐馆，但很快弗兰妮开始感到厌烦，因为赖恩喋喋不休的谈论他大学课程的细枝末节。弗兰妮对大学教育的重要性，对赖恩朋友的价值提出质疑。她没有吃东西，感到头晕，与赖恩的交谈让她愈发不自在。她借口去洗手间，在那里精神崩溃，然后重新冷静下来。
弗兰妮回到餐桌，她向赖恩表达了自己被自我主义虚荣心困扰。翻找背包时，赖恩看到了弗兰妮随身携带的小书，弗兰妮解释说这是某个俄国农民写的《朝圣之路》，内容是为了弄明白圣经中“不间断地祷告”的意思。耶稣的祷告词只是简单的“我主耶稣基督，请怜悯我”，但随着祷告的不断持续，这就成了类似禅宗公案的事件，祷告化为无意识的思维，融合进人的心跳之中。但是赖恩对弗兰妮讲述的东西毫无兴趣，他更关心下午的球赛和派对。
弗兰妮因为太久未进食而晕倒，于是赖恩不得不推迟了后续的活动安排。醒来后，赖恩暂时离开弗兰妮去叫出租车，弗兰妮独自躺着，嘴唇开始嚅动，无声地念着什么，或许是在不间断地祷告。

### 《祖伊》
祖伊躺在家中浴缸，阅读哥哥巴迪·格拉斯于四年前写给他的一封信。信中巴迪讨论了他们的大哥西摩·格拉斯几年前的自杀事件，并鼓励祖伊继续从事他感兴趣的演艺事业。祖伊的母亲贝茜·格拉斯走进浴室，她与祖伊讨论了妹妹弗兰妮令人忧虑的精神状态。谈话中，祖伊与自己母亲争吵和玩笑，并一再要求她离开。贝茜容忍祖伊的行为，并表示他变得越来越像他的哥哥巴迪了，她好奇自己曾经“聪明又可爱”的孩子们到底发生了什么。
贝茜离开后，祖伊从浴缸起身整顿好来到客厅，他与躺在沙发上的弗兰妮交谈。他声称弗兰妮背诵耶稣祷告是为了逃避责任，这个说法惹恼了弗兰妮。祖伊感到内疚，他来到西摩和巴迪以前的卧室，阅读门后木板上写满的宗教与哲学语录。
思索过后，祖伊假装自己是巴迪，给妹妹弗兰妮打电话。尽管弗兰妮识破了哥哥的计谋，但她仍继续交谈。祖伊向她分享了西摩教给他的一些智慧之言，并建议弗兰妮带着爱与乐观生活，因为即使没人注意，耶稣也会看见的。挂断电话后，弗兰妮躺倒在父母的床上，面对天花板微笑，并最终沉沉睡去。

## 版本

### 英文版
- 1961, United States, Little, Brown and Company. ISBN 0-316-76954-1, Hardback
- 1991, United States & Canada, Little, Brown and Company. ISBN 0-316-76949-5, Soft cover, Reprint

### 中文版
- 塞林格, J.D. . 由丁, 骏翻译. 人民文学出版社. 2007. ISBN 9787020062331.